# Platypepla spurcata
Platypepla spurcata är en fjärilsart som beskrevs av W. Warren 1897. Platypepla spurcata ingår i släktet Platypepla och familjen mätare. Inga underarter finns listade i Catalogue of Life.